# چارلی کارور
چارلی کارور (انگلیسی: Charlie Carver؛ زادهٔ ۳۱ ژوئیهٔ ۱۹۸۸) یک هنرپیشه اهل ایالات متحده آمریکا است. وی از سال ۲۰۰۸ میلادی تاکنون مشغول فعالیت بوده‌است.
از فیلم‌ها یا برنامه‌های تلویزیونی که وی در آن نقش داشته است می‌توان به تین ولف و رؤیای شب نیمه تابستان اشاره کرد.

## زندگی شخصی
کارور در ۳۱ ژوئیه ۱۹۸۸ در سانفرانسیسکو ، کالیفرنیا متولد شد . برادر دوقلوی همسان او ، مکس ، هفت دقیقه بعد در اول آگوست متولد شد. پدرش پزشک ، مورخ و نویسنده رابرت مارتنزن بود و مادرش آن کارور (متولد ۱۹۵۲) یک انسان دوست و فعال جامعه است. در سال ۱۹۹۹ ، آن و شوهر جدیدش دنیس سوترو خانواده را به کالیستوگا در دره ناپا منتقل کردند . وی در دبیرستان در مدرسه شبانه روزی سنت پل در کنكورد ، نیوهمشایر تحصیل كرد ، اما برای تحصیل در آكادمی هنر اشلی در اینترلوچن ، میشیگان رفت.سال دوم دانشگاه وی در سال ۲۰۱۲ از دانشگاه کالیفرنیای جنوبی فارغ التحصیل شد. وی همچنین در رشته بازیگری در تئاتر کنسرواتوار آمریکا در سانفرانسیسکو تحصیل کرد . او بیرون آمد به عنوان همجنس گرا در اینستاگرم در سال ۲۰۱۶ اعلام کرد که همجنس گرا است